# Katchem Kate
Katchem Kate é um filme de comédia dos Estados Unidos de 1912 em curta-metragem. O filme mudo foi dirigido por Mack Sennett para Biograph Company. A produção foi filmada no estado da Califórnia, Estados Unidos.